# Smart samarbete
Smart samarbete är en tillämpning av kollektiv intelligens som syftar till att förenkla skapandet av mening mellan människor som arbetar i komplexa gemensamma uppgifter, och skala upp värdet av kollektiv intelligens från grupper till organisationer och i samhället i stort.
Smart samarbete som begrepp etablerades genom boken Smart samarbete – mot meningsskapande mikrosystem av forskaren och författaren Alexander Löfgren, och fick genomslag i både traditionell massmedia och i fackpress för ledarskap, personalfrågor och verksamhetsutveckling.
Det systematiska tillvägagångssättet för smart samarbete har två samverkande huvudperspektiv: utifrån-in och inifrån-ut. 
Utifrån-in-perspektivet handlar om kollektivt intelligent organisering av samarbetsarenor (så kallade mikrosystem) baserat på kartläggning av beroenden och syften mellan grupper i gemensamma uppgifter enligt minnesregeln BRUM (beslutande, rådgivande, utförande, mottagande):
- Beslutande: Vilka är vi beroende av för relevanta beslut och hur påverkar vi dem?
- Rådgivande: Vilka är vi beroende av för relevant rådgivning och hur involverar vi dem?
- Utförande: Vilka behöver utföra vad och hur mobiliserar vi dem?
- Mottagande: Vilka behöver kunna ta emot resultaten och hur förbereder vi dem?

Inifrån-ut-perspektivet handlar om kollektivt intelligenta tillfällen baserat på meningsskapande och lärande i samarbetssituationer enligt minnesregeln 4F (förväntningar, förutsättningar, förverkligande, förbättringar):
- Förväntningar: Vad vill vi och förväntas vi uppnå i form av önskade resultat?
- Förutsättningar: Vad behöver vi för att kunna uppnå önskade resultat?
- Förverkligande: Vad har vi förverkligat i relation till önskade resultat?
- Förbättringar: Vad behöver vi förbättra framåt för att kunna uppnå önskade resultat?